# یوشیئی توموزانه

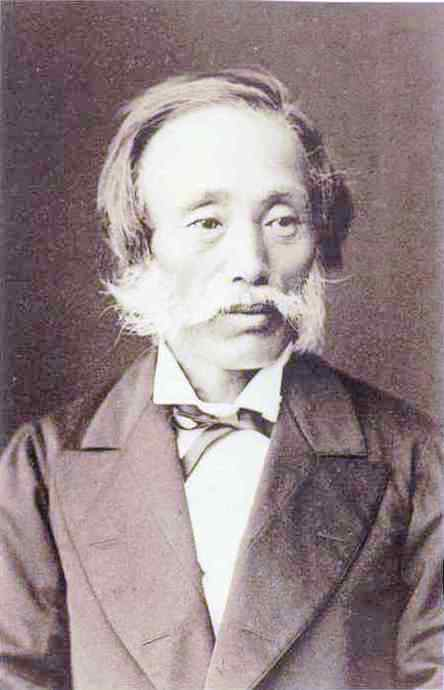

یوشیئی توموزانه (به ژاپنی: 吉井 友実 よしい ともざね)، تولد ۱۰ آوریل ۱۸۲۸ - مرگ ۲۲ آوریل ۱۸۹۱، یک سامورایی ژاپنی، از خدمتکاران فئودال قلمرو ساتسوما و یک مقام دولتی بود. او با نام‌های نیزائمون، ناکاسوکه و بعدها کوسوکه شناخته می‌شد. نام مستعار او یاماشینا هیوبو بود.